# Azizbek Abdugʻofurov
Azizbek Abdugʻofurov (* 6. März 1992 in Qoʻrgʻontepa, Usbekistan) ist ein usbekischer Boxer im Supermittelgewicht und aktuell ungeschlagen.

## Amateurkarriere
Abdugʻofurov nahm im Jahre 2013 an den 17. Boxweltmeisterschaften, die in Almaty, Kasachstan, stattfanden teil. Dort schlug er Jovette Jean durch technischen K. o. in Runde 1 sowie Nawrus Dschafojew und Aleksandar Drenovak jeweils nach Punkten. 
Verletzungsbedingt konnte Abdugʻofurov jedoch im Viertelfinale nicht antreten und somit keine Medaille erringen.

## Profikarriere
Abdugʻofurov begann im Jahre 2016 seine Karriere bei den Profis und konnte seine ersten vier Kämpfe alle vorzeitig gewinnen. In seinem dritten Kampf eroberte er zudem dem vakanten asiatischen Meistertitel des Verbandes World Boxing Council (kurz WBC), als er den bis dahin noch ungeschlagenen Thailänder Chaloemporn Sawatsuk (Bilanz 17-0-0) in einem auf 12 Runden angesetzten Gefecht bereits in der ersten Runde schwer ausknockte. In seinem vierten Kampf gewann er gegen den erfahrenen Alexander Bajawa (Bilanz 41-2-4). Im Februar des Jahres 2017 verteidigte Abdugʻofurov seinen Titel, als er den noch erfahreneren Sirimongkhon Iamthuam (Bilanz 91-2-0) über 12 Runden durch einstimmige Punktrichterentscheidung bezwang. Ebenfalls einstimmig nach Punkten siegte er gegen Alfonso Tissen am 12. März des darauffolgenden Jahres.